# Tert-Dodecanthiol
tert-Dodecanthiol ist eine chemische Verbindung aus der Gruppe der Thiole. Das technische Produkt besteht aus einer Mischung isomerer Verbindungen, bei denen die Position der Thiolgruppe an dem aus 12 Kohlenstoffatomen bestehenden Alkylrest variiert.

## Gewinnung und Darstellung
tert-Dodecanthiol kann aus Tetrapropylen mit Schwefelwasserstoff hergestellt werden.

## Zusammensetzung
Unter tertiärem Dodecanthiol wird im technischen Sinne ein Gemisch isomerer Alkylthiole (Trivialname: Alkylmercaptane) verstanden, in denen die Mercaptangruppen mit je einem Alkylrest mit 12 Kohlenstoffatomen substituiert sind, wobei die die Mercaptangruppe tragenden Kohlenstoffatome überwiegend tertiäre Kohlenstoffatome sind, also neben der Mercaptangruppe mit drei weiteren Kohlenstoffatomen verbunden sind. tert-Dodecanthiol enthält jedoch stets auch einen gewissen Anteil sekundärer Mercaptane, in denen das die Mercaptangruppe tragende Kohlenstoffatom nur mit zwei weiteren Kohlenstoffatomen und einem Wasserstoffatom verbunden ist. Meist ist auch ein kleinerer Anteil, typischerweise bis zu 20 Gewichtsprozent, an kürzer- oder längerkettigen Alkylresten, etwa Alkylresten mit 10, 11, 13 und/oder 14 Kohlenstoffatomen enthalten. tert-Dodecanthiol hat folglich die idealisierte Halbstrukturformel C12H25-SH, wobei je nach Gehalt an Alkylresten mit mehr oder weniger Kohlenstoffatomen eine gewisse Abweichung von dieser idealisierten stöchiometrischen Zusammensetzung auftritt.

## Eigenschaften
tert-Dodecanthiol ist eine farblose, schwer entzündliche Flüssigkeit mit unangenehmem Geruch, welche praktisch unlöslich in Wasser ist. Sie hat bei 20 °C eine dynamische Viskosität von 2,84 mPa·s.

## Verwendung
tert-Dodecanthiol wird als Synthesechemikalie verwendet. Es wird vorwiegend als Molmassenregulator bei Polymerisationen  verwendet, insbesondere für radikalische Polymerisationen vinylischer Monomere wie beispielsweise von Butadien, Styrol, carboxyliertem Styrol, Acrylsäure, Acrylnitril, Acrylester, Vinylether oder ihren Gemischen, vor allem bei deren Emulsionspolymerisation in Wasser.

## Sicherheitshinweise
Die Dämpfe von tert-Dodecanthiol können mit Luft ein explosionsfähiges Gemisch (Flammpunkt 98 °C, Zündtemperatur 350 °C) bilden.